# Sjiktberga
Sjiktberga är ett berg i Antarktis. Det ligger i Östantarktis. Norge gör anspråk på området. Toppen på Sjiktberga är 2 420 meter över havet.
Terrängen runt Sjiktberga är varierad. Trakten är obefolkad. Det finns inga samhällen i närheten. 